# Маска (комикс)
Маска (англ. The Mask) — серия комиксов издательства Dark Horse Comics, созданная писателем Джоном Аркуди и художником Дагом Мэнки на основе концепта Майка Ричардсона. Серия комиксов посвящена магической маске, наделяющей её носителя бессмертием и возможностью искривлять реальность, но делающая своего носителя безумным и кровожадным, вследствие чего приносящая своему владельцу сплошные неприятности. Комикс выходил сериями по четыре комикса каждая с 1989 по 2000.
В 1994 году комикс был адаптирован в фильм «Маска», роль главного героя и носителя маски в котором исполнил Джим Керри. Следом за фильмом вышел анимационный мультсериал The Mask: Animated Series, в котором главного героя озвучивал Роб Полсен. В 2005 году вышел сиквел фильма — «Сын Маски».

## История публикаций
Базовый концепт Маски был создан Майком Ричардсоном 5 февраля 1982 года. Впервые персонаж появился в качестве скетча в 1985 году для APA-5, любительского издательства созданного Марком Вёрхейденом. После начала Dark Horse Comics Ричардсон предложил свой концепт автору Marvel Марку Бэджеру, что привело к недолгой серии под названием The Masque, которая изначально была запущена Dark Horse Presents. Позже, однако, комиксы Бэджера стали слишком политическими, и Ричардсон закрыл серию, чтобы вернуть персонажа в прежнее русло.
Художник Крис Уорнер был нанят, чтобы реконструировать персонажа, основываясь на оригинальных набросках Ричардсона и в итоге создал окончательный вариант. Персонаж получил новый старт в 1989 году на страницах комикса Dark Horse под названием «Хаос» (англ. Mayhem). Писатель Джон Аркуди и художник Даг Мэнки были наняты, чтобы создать новые приключения для Маски, что сделало серию очень популярной за счет оригинального рисунка, «комбинацией Текса Эйвери и Терминатора» по словам Ричардсона. История Маски из «Хаоса» № 1-4 была позже переиздана в 1991 году в виде комикса The Mask № 0 и в бумажном переплете.
Серия «Хаос» была закрыта после четырех номеров, но в 1991 году Аркуди и Мэнки продолжили историю в другой серии из четырех номеров, в котором был представлен один из противников Маски, молчаливый брутальный гигант по имени Уолтер. Эта серия стала одной из самых продаваемых серий Dark Horse; следуя за успехом, Dark Horse продолжила выпускать мини-серии о Маске, представляя разных носителей мистической маски. Выпуски Маски закончились в 2000 году, когда Dark Horse, совместно с DC Comics выпустили кроссовер Joker/Mask, в котором Маска попадает в руки главного противника Бэтмена, Джокера. Все серии, включая кроссовер, были переизданы в виде книги в мягкой обложке, а также в ограниченном издании с твёрдой обложкой.